# یواس‌اس جمسباک (۱۸۶۱)
یواس‌اس جمسباک (۱۸۶۱) (به انگلیسی: USS Gemsbok (1861)) یک کشتی بود که طول آن ۱۴۱ فوت ۷ اینچ (۴۳٫۱۵ متر) بود.